# Julie Miller
Julie Miller (Waxahachie, Texas, 12 juli 1956) is een Amerikaanse singer-songwriter. Miller vormt samen met haar man, zanger en gitarist Buddy, een duo.
Hoewel zij al geruime jaren samen én solo muziek maken en albums uitbrengen, is het laatste album Written in Chalk pas het tweede duo-album en de eerste die in Nederland de albumlijst wist te bereiken. Dat album is grotendeels geschreven door Julie.
Miller nam haar eerste nummers op in 1985. Deze demo zou in 1990 gaan leiden tot haar debuutalbum Meet Julie Miller. Een jaar later verscheen de opvolger He walks through walls met daarop het nummer Broken Things. In 1999 kwam er een album van haar uit met deze titel. De in Amerika opgenomen single I still cry van Ilse DeLange uit 2001 is onder andere ook daarop te vinden.
Verschillende artiesten hebben nummers van haar gecoverd, zoals The Dixie Chicks, Linda Ronstadt en Ilse DeLange.

## Discografie

### Albums
| Album met eventuele hitnotering(en) in de Nederlandse Album Top 100 | Datum van verschijnen | Datum van binnenkomst | Hoogste positie | Aantal weken | Opmerkingen |
| ------------------------------------------------------------------- | --------------------- | --------------------- | --------------- | ------------ | ----------- |
| Meet Julie Miller                                                   | 1990                  |                       |                 |              |             |
| He walks through walls                                              | 1991                  |                       |                 |              |             |
| Invisible girl                                                      | 1996                  |                       |                 |              |             |
| Blue pony                                                           | 1997                  |                       |                 |              |             |
| Broken things                                                       | 1999                  |                       |                 |              |             |
| Buddy & Julie Miller                                                | 2001                  |                       |                 |              | met Buddy   |
| Love snuck up                                                       | 2004                  |                       |                 |              | met Buddy   |
| Written in Chalk                                                    | 03-03-2009            | 21-03-2009            | 97              | 1            | met Buddy   |
| Breakdown on 20th ave south                                         | 2019                  |                       |                 |              | met Buddy   |
| In The Throes                                                       | 2023                  |                       |                 |              | met Buddy   |

- Library of Congress Control Number: no2006104148
- MusicBrainz: fd8fbe47-d815-474b-b0cf-b21c2f87c397
- Virtual International Authority File: 14532480
- WorldCat: E39PCjB4c83B8rcxcxQbQmphXm